# Etmopterus perryi
Etmopterus perryi Springer & Burgess, 1985 è uno squalo appartenente alla famiglia Etmopteridae. A volte viene chiamato squalo lanterna nano.

## Areale
Si trovano al largo delle coste di Colombia e Venezuela.

## Habitat
Sono stati osservati in acque con profondità comprese tra 283 e 439 metri.

## Aspetto

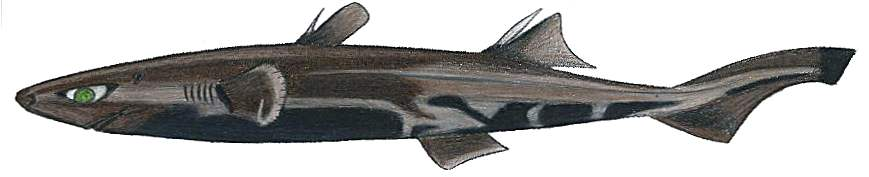
Disegno di Etmopterus perryi

Si tratta probabilmente della più piccola specie di squalo: il maschio arriva al massimo a lunghezze di 17 cm, la femmina non supera i 20. Questo pesce è dotato di bioluminescenza, come suggerisce il nome. Il corpo è pieno di segni, strisce e puntini, aree illuminate ed aree oscure. La testa ed il muso sono appiattiti e terminano in una punta (la lunghezza totale della testa equivale a meno di due terzi della larghezza). Gli occhi sono abbastanza grandi. La specie è snella e sulla pelle presenta denticoli dermici orientati in modo isotropo, cioè in tutte le direzioni. Le pinne sono relativamente grandi.

## Riproduzione
Si tratta di una specie ovovivipara.